# Pentóxido de dinitrogênio
Pentóxido de dinitrogênio (fórmula N2O5) é um composto químico, sólido, branco, também conhecido por anidrido nítrico e citado como pentóxido de nitrogênio. O pentóxido de dinitrogênio encontra-se em estado sólido à temperatura ambiente (ao contrário dos outros óxidos de nitrogênio) e tem o ponto de fusão aos 30 °C.
N2O5 é um dos óxidos binários do nitrogênio, uma família de compostos que contém somente nitrogênio e oxigênio.
É estável num local sombrio e a temperaturas inferiores a 8 °C.
De todos os óxidos de nitrogênio é o que apresenta maior força de ionização, o que lhe confere grande capacidade de combustão. Este óxido tem um número de oxidação de +5.
É altamente reactivo, instável, e ao misturar-se com água produz ácido nítrico; é utilizado na preparação de explosivos. É um oxidante potencialmente perigoso que somente é usado como um reagente quando dissolvido em clorofórmio para nitrações mas tem largamente sido substituído pelo NO2BF4 (tetrafluoroborato de nitrônio).
N2O5 é um raro exemplo de um composto que adota duas estruturas dependendo das condições: mais comumente é um sal, mas sob outras condições é uma molécula apolar:
N2O5 ⇌  [NO2+][NO3−]

## Síntese e propriedades
N2O5 foi primeiramente descrito por Deville em 1840, que o preparou por tratar AgNO3 com Cl2. Uma síntese laboratorial recomendada implica desidratação de ácido nítrico (HNO3) com óxido de fósforo (V):
P4O10  +  12 HNO3  →  4 H3PO4  +  6 N2O5
No processo reverso, N2O5 reage com água (hidrolisando-se) para produzir ácido nítrico. Então, o pentóxido de nitrogênio é o anidrido do ácido nítrico:
N2O5  +  H2O  →  2 HNO3
N2O5 existe como cristais incolores que sublimam levemente sob temperatura ambiente. O sal eventualmente decompõe-se à temperatura em NO2 e O2.

## Estrutura

Estrutura de Lewis da fase gás de N_{2}O_{5}

N2O5 sólido é um sal, consistindo se ânions e cátions separados. O cátion é o íon nitrônio linear NO2+ e o ânion é o íon nitrato planar NO3−. Então, o sólido deveria ser chamado nitrato de nitrônio. Mas os nitrogênios centrais tem estado de oxidação +5.
A molécula intacta O2N–O–NO2 existe na fase gás (obtida por sublimação de N2O5) e quando o sólido é extraído em solventes apolares tais como CCl4. Na fase gás, o ângulo O–N–O é 133° e o ângulo N–O–N é 114°. Quando N2O5 gasoso é resfriado rapidamente ("extinto"), pode-se obter a forma molecular metaestável, a qual exotermicamente converte-se à forma iônica acima de −70 °C.

## Reações e aplicações
Pentóxido de dinitrogênio, por exemplo como uma solução em clorofórmio, tem sido usado como um reagente para introduzir a funcionalidade NO2. Esta reação de nitração é representada como segue:
N2O5  +   Ar–H  →  HNO3  +  Ar–NO2
onde Ar representa uma estrutura areno.
N2O5 é de interesse para a preparação de explosivos.

## NO2BF4
A substituição da porção NO3− de N2O5 com BF4− resulta em NO2BF4 (CAS#13826-86-3). Este sal mantém a alta reatividade do NO2+, mas é termicamente estável, decompondo-se a aproximadamente 180°C  (em NO2F e BF3). NO2BF4 tem sido usado para nitrar uma variedade de compostos orgânicos, especialmente arenos e heterocíclicos. De maneira interessante, a reatividade do NO2+ pode ser reforçada com ácidos fortes que geram o "super-eletrófilo" HNO22+.

## Considerações de segurança
N2O5 é um oxidante enérgico que forma misturas explosivas com compostos orgãnicos e sais de amônio. A decomposição de pentóxido de dinitrogênio produz o gás altamente tóxico dióxido de nitrogênio.